# イートアンドホールディングス

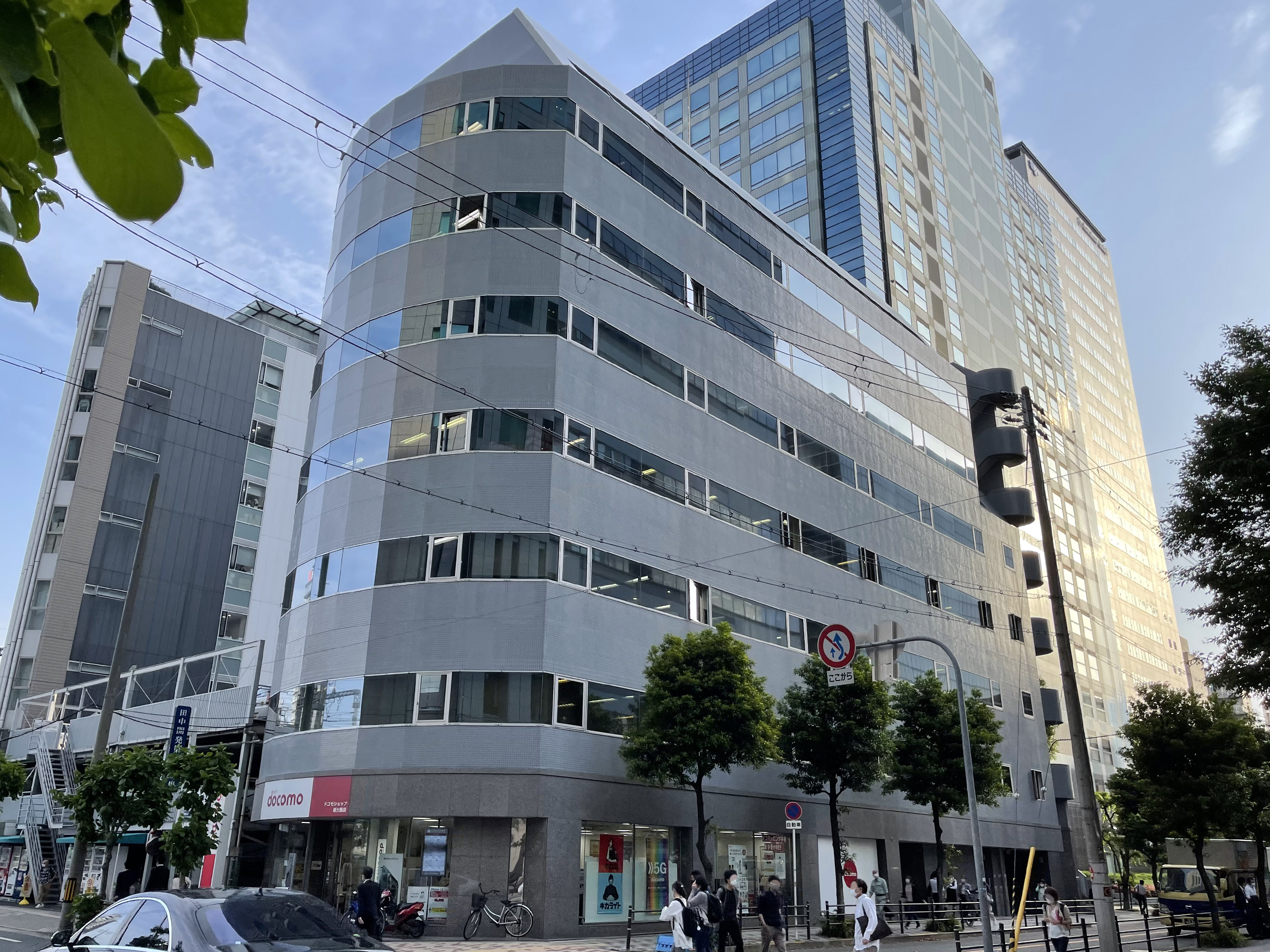
本店所在地の新大阪DOIビル

株式会社イートアンドホールディングス（英: EAT&HOLDINGS Co.,Ltd）は、東京都品川区に本社を置く、株式会社大阪王将、株式会社アールベイカーなどの外食事業会社および株式会社イートアンドフーズの食品事業会社をグループ会社に持つ持株会社。

## 概要
株式会社大阪王将では、餃子を中心とする中華料理チェーンの「大阪王将」をはじめ、ラーメン業態「よってこや」「太陽のトマト麺」、株式会社アールベイカーでは、ベーカリーカフェ業態「R Baker」「Coccinelle」などを展開している。またイートアンドフーズは、冷凍食品の製造、全国の生協・量販店・コンビニエンスストア向けの商品・食材の販売、外食向け食材の製造及び卸を展開している。
1969年（昭和44年）に大阪市都島区京橋に中華料理店「王将」として創業したのがはじまりである。1977年（昭和52年）8月2日に資本金200万円で「大阪王将食品株式会社」を設立し、1996年（平成8年）3月に「株式会社大阪王将」に社名を変更した。その後、「よってこや」、「コートロザリアン」、「シノワーズ厨花」など餃子以外の業態でチェーン展開が進んだことに伴い、2002年（平成14年）10月に「イートアンド株式会社」に社名変更した。2020年（令和2年）10月、持株会社体制への移行に伴い、現社名に変更した。
1993年より生協で冷凍食品の販売を開始し、2001年より本格的に量販店向け冷凍食品事業に参入。「たれ付餃子」の配荷の伸長に伴い売上を拡大。現在では会社全体の売上高の約半分が食料品販売事業となっている。2014年に「大阪王将羽根つき餃子」へリニューアルした。2015年、2016年に「大阪王将羽根つき餃子」が2年連続でモンドセレクション金賞を受賞。2016年、日本食糧新聞社「優秀ヒット賞」受賞。2017年にはモンドセレクション3年連続金賞を受賞し、国際優秀品質賞（インターナショナル・ハイクオリティー・トロフィー）も同時受賞した。また、「大阪王将ぷるもち水餃子」は水餃子シェアNo.1を誇る。2014年食品産業技術功労賞を受賞。生産拠点として、関東工場（群馬）、関西工場（大阪）、岡山工場（岡山）を持つ。
なお、同じく「王将」を冠し中華料理チェーン「餃子の王将」を展開・運営する、京都に本社を置く王将フードサービスとは、古くに「のれん分け」の関係があったものの、現在資本関係は無い。詳しくは、それぞれの項目を参照のこと。
創業当初は大阪に本社を持っていたが、関東地方への進出がめざましく営業機能の強化などを目的に、2013年8月に東京オフィスを東京ヘッドオフィスに名称を変更し、事実上の本社移転を行った。

## 沿革
- 1969年（昭和44年）9月 - 大阪市都島区京橋にて「王将」として創業。
- 1977年（昭和52年）8月2日 - 資本金200万円で大阪王将食品株式会社を設立[2]。
- 1996年（平成8年）8月 - 株式会社大阪王将に改称[2]。
- 1997年（平成9年）4月 - ラーメン業態「よってこや」の展開を開始。
- 2002年（平成14年）
  - 10月 - 大阪市中央区南久宝寺町に本社を移転。
  - 10月 - イートアンド株式会社に改称[2]。
- 2003年（平成15年）11月 -「大阪王将」が関東に進出。
- 2006年（平成18年）6月 - ラーメン業態「太陽のトマト麺」1号店（錦糸町本店）開店。
- 2011年（平成23年）6月24日 - ジャスダックに上場（2013年3月27日を以て上場廃止）。
- 2012年（平成24年）
  - 8月 -「大阪王将」タイ1号店を開店。
  - 9月 - 関東工場を群馬県に移設・増強。
  - 10月 -「太陽のトマト麺」香港1号店を開店。
  - 11月27日 - 東京証券取引所第二部に上場。
  - 11月 -「大阪王将」シンガポール1号店を開店。
- 2013年（平成25年）
  - 8月9日 - 東京オフィスを東京ヘッドオフィスに、本社を大阪オフィスに変更し、事実上東京に本社を移転。
  - 12月10日 - 東京証券取引所第一部に指定替え。
- 2014年（平成26年）
  - 9月 - ベーカリーカフェ「R Baker  Inspired by court rosarian」1号店を開店。
  - 11月 -「大阪王将ぷるもち水餃子」が第44回食品産業技術功労賞を受賞。
- 2015年（平成27年）8月 -「大阪王将」ミャンマー1号店を開店。
- 2016年（平成28年）3月 -「大阪王将」ベトナム1号店を開店。
- 2017年（平成29年）
  - 4月 - 東京ヘッドオフィスを東京都品川区へ移転。
  - 5月 -「大阪王将」インドネシア1号店を開店。
- 2018年（平成30年）
  - 4月 -「大阪王将羽根つき餃子」モンドセレクション4年連続金賞を受賞。
  - 9月 -「大阪王将羽根つき餃子　フタいらず」の販売を開始。
- 2019年（令和元年）
  - 7月 - 日本食糧新聞社制定・農林水産省後援「食品産業平成貢献大賞」を受賞。
  - 9月 -「大阪王将」創業50周年。
  - 11月 - 関東第二工場竣工。
  - 11月 -「大阪王将羽根つき餃子」及び「羽根つきシリーズ」が第49回食品産業技術功労賞を受賞。
- 2020年（令和2年）10月 - 持株会社体制へ移行。イートアンド株式会社から株式会社イートアンドホールディングスへ商号変更。
- 2021年（令和3年）1月 - 横濱一品香を展開する「株式会社一品香」を完全子会社化[6]。

## 外食

### 大阪王将

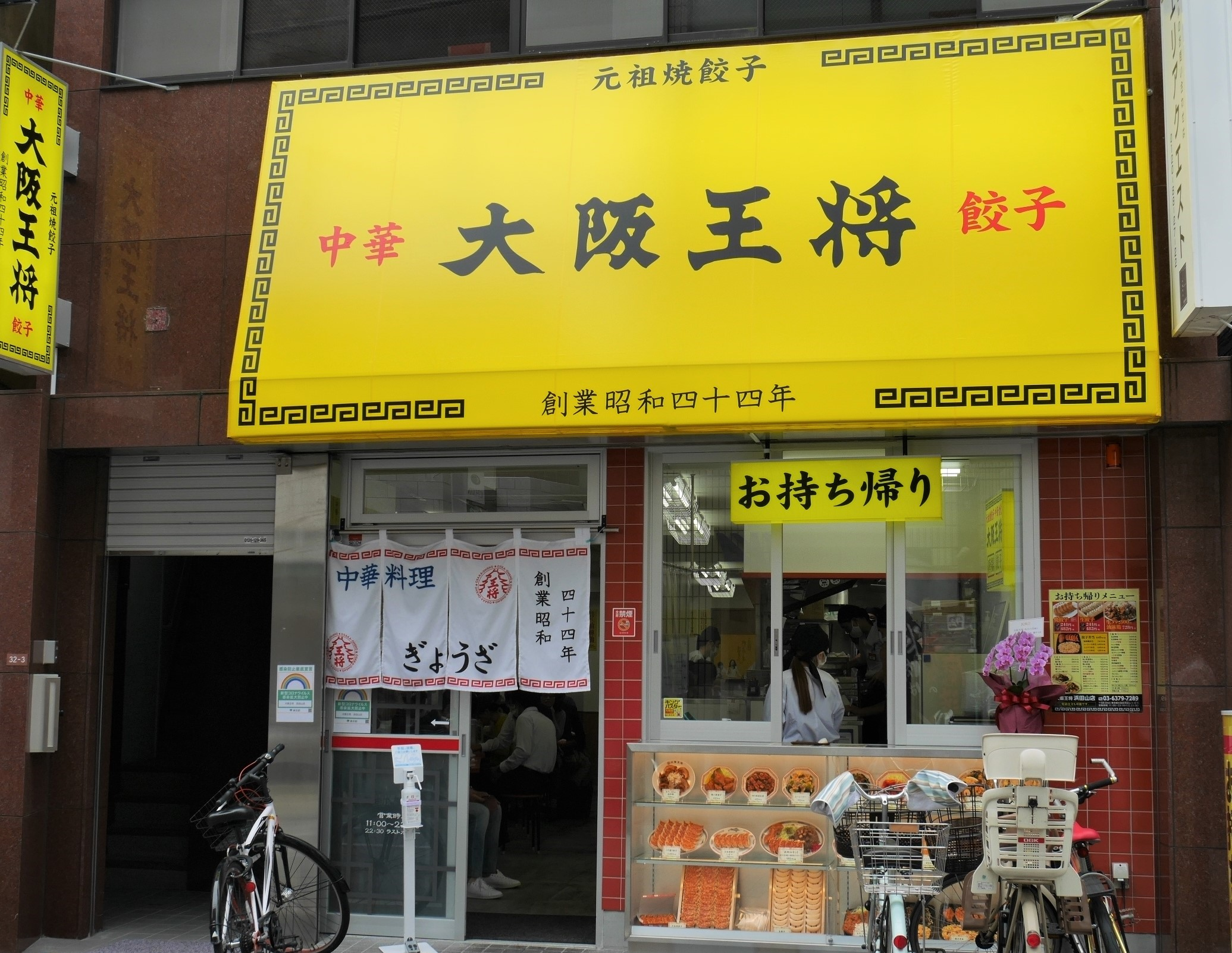
大阪王将浜田山店

餃子を中心とするイートアンドのメインブランド。直営とフランチャイズ店舗が存在する。大阪府を中心として、日本国内では山形県・栃木県・山梨県・岐阜県・三重県・長崎県を除く41都道府県、日本国外ではタイ、シンガポール、フィリピン、ベトナム、ミャンマー、台湾、中国（深圳）に展開している。宅配専門の店舗もある。餃子（焼餃子、水餃子）の外、ふわとろ天津飯、五目炒飯、炒め焼きそば、酢豚、四川風麻婆豆腐、醤油ラーメンなどの中華メニューがある。マークに用いられている城の形は大阪城をイメージしている。2019年9月に創業50周年を迎えた。

### よってこや
ラーメンを中心とする業態。1998年より営業開始。近畿地方、東海地方、関東地方で展開している。「京都屋台の味」をコンセプトにした「京都鶏ガラとんこつ 醤油ラーメン」のほか、「京都鶏ガラとんこつ とんこつラーメン」、「京都鶏ガラとんこつ 赤味ラーメン」などのメニューがある。2016年12月で20周年を迎えた。

### 太陽のトマト麺

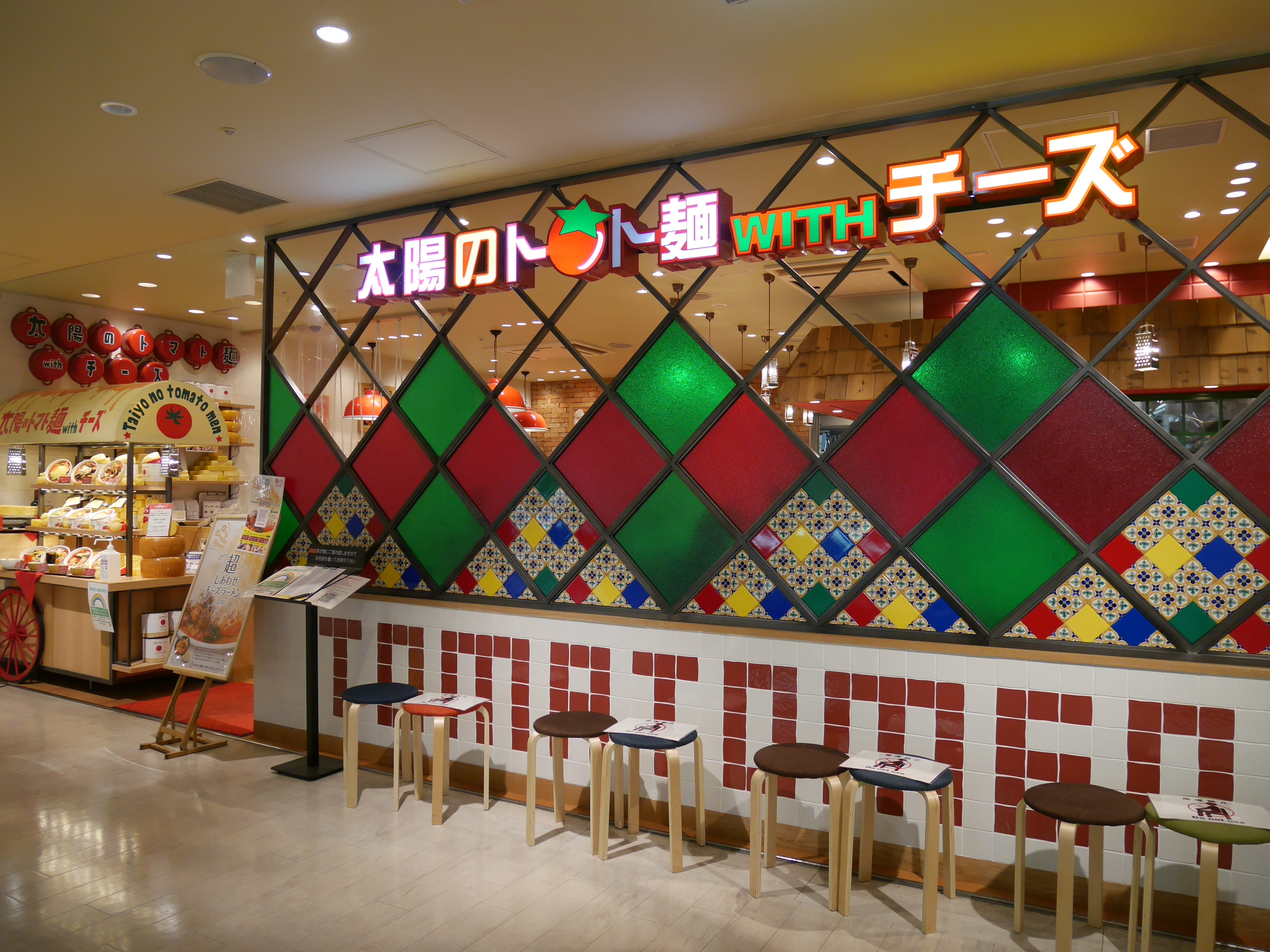
太陽のトマト麺withチーズ 新宿ミロード店

健康志向を意識した業態。2005年12月に東京都の錦糸町にて「鶏パイタン麺」専門店「よりみち屋」として営業開始、そこで限定発売していたトマトラーメンを専門とする店に業態転換し、2007年6月に現在の屋号に変更した。ラーメンに有機トマトを使用したスープを使用しているのが特徴である。「太陽のラーメン」をはじめ、当初の主力であったトマトを使用しない「鶏パイタン麺」も引き続き提供している。日本国内では1号店のある東京都を中心に、神奈川県・大阪府・兵庫県に合計18店舗（2020年9月現在）、海外では台湾に店舗を展開している。

### R Baker

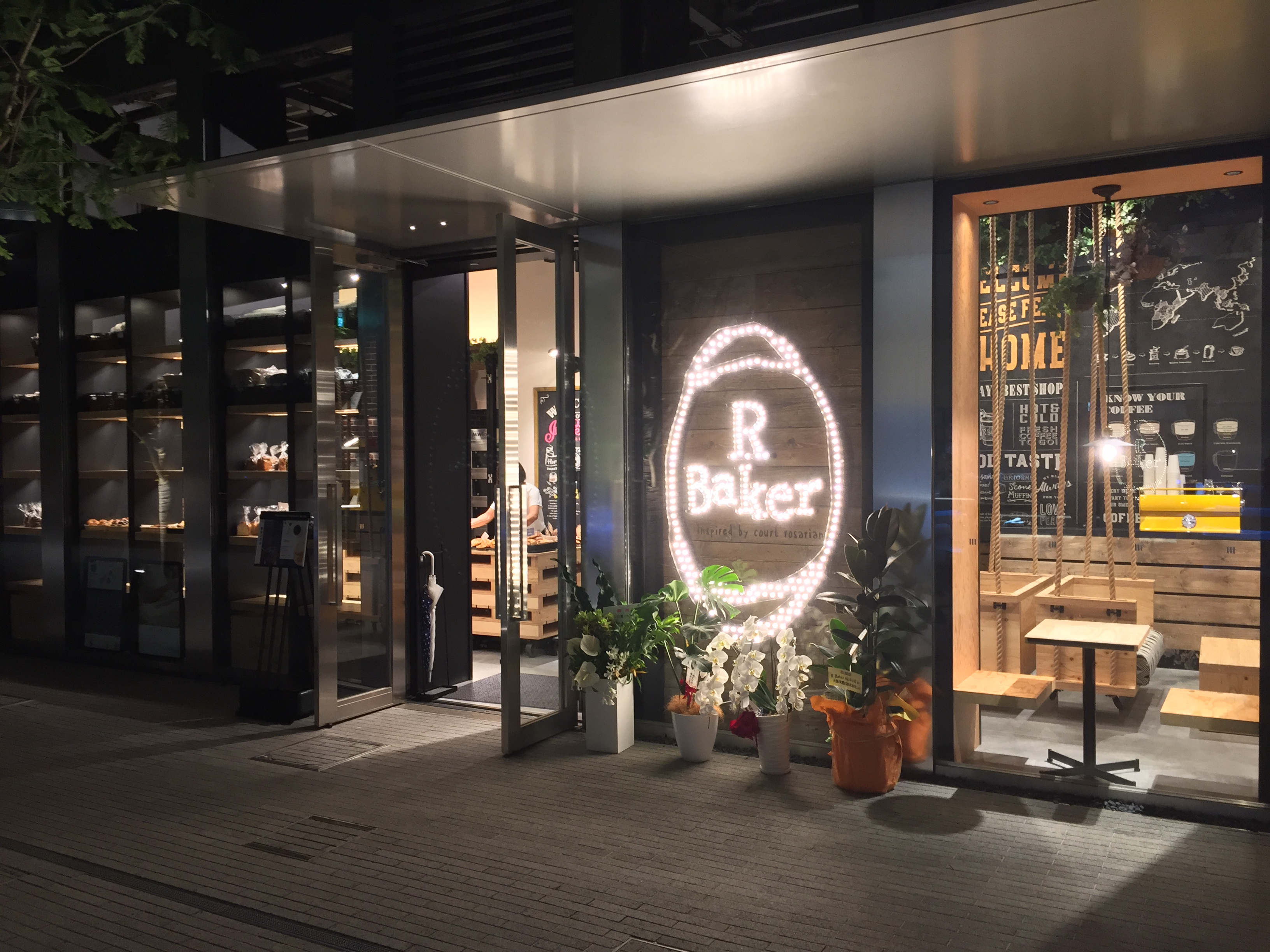
R Baker みなとみらい店（横浜野村ビル）

大阪府、東京都、埼玉県、神奈川県などに計27店舗を展開するベーカリーカフェ。

### Coccinelle（コシニール）
大阪府、岩手県、茨城県、愛媛県に計8店舗を展開するベーカリーカフェ。

### その他の展開店舗
- SAPPORO餃子製造所

### 過去のフランチャイジーとしての店舗
過去にフランチャイジーとして店舗を運営していたが、いずれも業態の変更などで閉店している。
- ベーカリーレストランサンマルク枚方東香里店（大阪府枚方市・コシニールに業態変更）
- 函館市場大阪東寝屋川店（大阪府枚方市）
- BROOKLYN ROASTING COMPANY 城山トラストタワー店（東京都港区虎ノ門）

## 食品
大阪王将ブランドの冷凍食品を製造販売。近年では家庭用調味料の販売も行っている。
2001年に量販店向けに冷凍食品の販売を開始したことより、本格的に食料品事業に参入。
大阪王将羽根つき餃子
2014年にリニューアルした羽根つき餃子がヒット商品となり、油・水いらずでフライパンに並べて焼くだけで綺麗な羽根が付く。肉・野菜等の具材は全て国産。2018年8月末に発売した商品は、油・水いらずに加えて、フライパンの【フタいらず】となり、より簡便性を追求した商品となっている。
大阪王将ぷるもち水餃子
もちもちの皮が特徴。鍋に入れても煮崩れしにくく、夏などには冷やして食べるのもよい。ニンニクは不使用。バリエーション展開で2017年春夏に「大阪王将ぷるもちえび水餃子」も発売された。

## テレビ番組
- 日経スペシャル カンブリア宮殿 独自路線をひた走る 町中華チェーンの全貌（2021年4月8日、テレビ東京）[7]

#### 広報資料・プレスリリースなど一次資料
1. ↑  太陽のトマト麺の歩み
2. ↑  太陽のトマト麺 店舗ガイド